# Raising Helen
Raising Helen (prt: A Educação de Helen; bra: Um Presente para Helen) é um filme americano de 2004 dos gêneros comédia romântica e comédia dramática, dirigido por Garry Marshall e escrito por Jack Amiel e Michael Begler. É estrelado por Kate Hudson, John Corbett, Joan Cusack, Hayden Panettiere, irmãos Spencer e Abigail Breslin, e Helen Mirren.
A música em destaque Whip It da banda estadunidense Devo foi usada no filme. A canção foi usada em seu significado original de resolver problemas após Helen tornar-se a guardiã de três filhos de sua irmã.
O filme foi exibido no Festival de Cinema de Tribeca de 2004. Foi lançado nos cinemas em 28 de maio de 2004. Antes de o filme começar, havia um curta de animação da Walt Disney Feature Animation, intitulado Lorenzo. O filme saiu dos cinemas em 9 de setembro de 2004.
O filme arrecadou 37 486 512 dólares nos Estados Unidos. Em países estrangeiros, fez 12 232 099 dólares. O filme arrecadou no total 49 718 611 dólares, com um orçamento de 50 milhões de dólares, tornando o filme um fracasso de bilheteria. Também recebeu comentários negativos dos críticos.

## Sinopse
Raising Helen gira em torno de Helen Harris, que tem uma carreira bem sucedida de moda e um estilo decente de vida em Manhattan, termos que usa como razão por ser bastante ocupada. Os dias de socialite de Helen duram pouco, quando ela é informada sobre não apenas a morte da irmã, mas a decisão dela deixar os seus três filhos por sua conta. Começando com seu apartamento em Nova York, que era muito pequeno para Audrey de 15 anos, Henry de 10 anos e Sarah de 5 anos, e assim se mudou para um lugar próximo da casa de sua família. Convencida de que poderia manter os sobrinhos e o trabalho, é rapidamente desmotivada pela falta de fé de sua outra irmã mais velha. Apesar de seus inúmeros compromissos, ela consegue um tempo para se acostumar com um novo emprego e também começa a sentir uma atração pelo diretor e pastor luterano da escola das crianças. Eventualmente, Helen percebe que não pode viver com as duas vidas, e precisa se decidir: Vive seu sonho ou toma uma nova atitude?

## Elenco
- Kate Hudson como Helen Harris

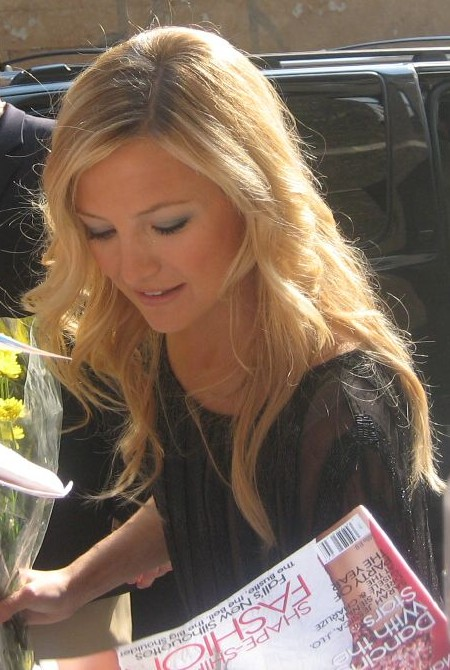
Kate Hudson, protagonista de Raising Helen

- John Corbett como Pastor Dan Parker
- Joan Cusack como Jenny Portman
- Hayden Panettiere como Audrey Davis
- Spencer Breslin como Henry Davis
- Abigail Breslin como Sarah Davis
- Helen Mirren como Dominique
- Sakina Jaffrey como Nilma Prasad
- Kevin Kilner como Ed Portman
- Paris Hilton como Amber
- Felicity Huffman como Lindsay Davis
- Sean O'Bryan como Paul Davis
- Amber Valletta como Martina
- Ethan Browne como Devon
- Joseph Mazzello como Peter
- Michael Esparza como BZ
- Katie Carr como Caitlin
- Héctor Elizondo como Mickey Massey
- Larry Miller como Leo D'Leo
- Shakara Ledard como 'Tinka' (a modelo)

## Recepção
No site agregador de críticas Rotten Tomatoes, 25% das 132 resenhas dos críticos são positivas, com uma classificação média de 4,7/10. O consenso do site diz: "Tão superficial e estereotipada como uma comédia."